# باولو جاليتي
باولو جاليتي (بالإيطالية: Paolo Galletti)‏ هو رسام إيطالي، ولد في 7 مارس 1937 في فلورنسا في إيطاليا، وتوفي في 25 أبريل 2015 في تافارنيل فال دي بيسا في إيطاليا.

## وصلات خارجية
- باولو جاليتي على موقع الاتحاد الدولي للسباحة (الإنجليزية)
- باولو جاليتي على موقع أوليمبيديا (الإنجليزية)